# James Salter
James Salter   (Nova York i Preston, 10 de juny de 1925 - Sag Harbor, 19 de juny de 2015) va ser un escriptor nord-americà principalment de novel·la i contes, tot i que també va escriure poesia, memòries i guions cinematogràfics. Va fer carrera com a pilot a la Força Aèria dels Estats-Units, però arran de l'èxit de la seva primera novel·la, The Hunters, va abandonar l'exèrcit.
Nascut com a James Horowitz el 10 de juny del 1925, a Passaic, Nova Jersey, Salter va créixer a Manhattan, fill d'un agent immobiliari. Va estudiar a l'acadèmia militar de West Point i a continuació es va unir a les forces aèries, que abandonaria el 1957. En publicar la seva primera novel·la va canviar el cognom a Salter per poder introduir en els seus llibres crítiques a l'exèrcit, però també per ocultar el seu origen jueu.

## Obra narrativa
Novel·la
- The Hunters (1957; revisada i reeditada el 1997)
- The Arm of Flesh (1961; reeditada com Cassada, 2000)
- A Sport and a Pastime ;(1967) (traducció d'Albert Torrescasana: Joc i distracció, L'Altra Editorial, 2015)
- Light Years (1975) (traducció d'Albert Torrescasana: Anys llum, L'Altra Editorial, 2017)
- Solo Faces (1979)
- All That Is (2013) (traducció de Ferran Ràfols Gesa: Això és tot, Empúries, 2014)[2]

Contes
- Dusk and Other Stories (1988; premi PEN/Faulkner 1989)
- Last Night (2005) (traducció d'Alba Dedéu: L'última nit, L'Altra Editorial, 2006)[3]

Publicació pòstuma
- The Art of Fiction (2016) (traducció d'Albert Torrescasana: L'art de la ficció: Sobre llegir i escriure, L'Altra Editorial, 2017, amb pròleg d'Eduard Márquez)[3]